# Coupe d'Angleterre de football 1949-1950
Navigation
Coupe d'Angleterre 1948-1949 Coupe d'Angleterre 1950-1951
La Coupe d'Angleterre de football 1949-1950 est la 69e édition de la Coupe d'Angleterre, la plus ancienne compétition de football, la Football Association Challenge Cup (généralement connue sous le nom de FA Cup).
Arsenal FC remporte la compétition pour la troisième fois de son histoire, battant Liverpool FC en finale sur le score de 2 à 0 à Wembley à Londres.

## Compétition

### Quarts de finale
Les quarts de finale ont lieu le 4 mars 1950.
| Équipe 1     | Résultat | Équipe 2          |
| ------------ | -------- | ----------------- |
| Liverpool FC | 2 - 1    | Blackpool FC      |
| Derby County | 1 - 2    | Everton FC        |
| Chelsea FC   | 2 - 0    | Manchester United |
| Arsenal FC   | 1 - 0    | Leeds United      |

### Demi-finales
Les demi finales ont lieu le 18 mars 1950, tous les matchs ont lieu sur terrain neutre.
| Équipe 1     | Résultat | Équipe 2   |
| ------------ | -------- | ---------- |
| Arsenal FC   | 2 – 2    | Chelsea FC |
| Liverpool FC | 2 - 0    | Everton FC |

Match d'appui le 22 mars 1950 :
| Équipe 1   | Résultat | Équipe 2   |
| ---------- | -------- | ---------- |
| Chelsea FC | 0 – 1    | Arsenal FC |

### Finale
| Finale de la coupe d'Angleterre 1949-1950 | Arsenal FC | 2 – 0   | Liverpool FC | Wembley, Londres      |                       |
| 29 avril 1950                             |            | (1 – 0) |              | Spectateurs : 100 000 | Spectateurs : 100 000 |

- Arsenal FC remporte sa troisième Coupe d'Angleterre[2].